# Cesuur (geschiedenis)
Cesuur staat voor een verandering in ontwikkeling.
Een voorbeeld hiervan is tijdens de midden-Minoïsche tijd (2000 v.Chr. - 1500 v.Chr.). In deze periode kende de Minoïsche beschaving een periode van bijna onafgebroken bloei. 1700 v.Chr. is als een cesuur te beschouwen omdat de meeste paleizen door aardschokken werden vernield of beschadigd. Een wederopbouw volgde echter snel.
In de recente Nederlandse geschiedenis kan 1960 als een cesuur worden beschouwd tussen de direct aan de Tweede Wereldoorlog gerelateerde herstelwerkzaamheden, zowel infrastructureel als sociaal economisch, en de periode daarna waarin de aandacht op vele terreinen meer naar een individuele invulling gaat.